# ヤン・ヴォルチェ
ヤン・ヴォルチェ（Jan Woltjer、1891年8月3日 - 1946年1月28日）は、オランダの天文学者。ライデン大学の教授を務めた。彼の教えた学生にはジェラルド・カイパーがいる。
月のクレーターと小惑星(1795)ヴォルチェはヴォルチェの名を記念して名づけられた。
息子のロードヴァイク・ヴォルチェ(Lodewijk Woltjer, 1930年- ）も天文学者となり、国際天文学連合会長、ヨーロッパ南天天文台長などを務めた。